# 神田・神保町 レコード屋のおかみさん
『神田・神保町 レコード屋のおかみさん』（かんだ・じんぼうちょう レコードやのおかみさん）は地方民間放送共同制作協議会（火曜会）、並びに同会加盟37局共同制作で、2017年に放送されたラジオドラマである。

## 概要
東京都千代田区神田神保町に1930年から創業された老舗のレコードショップ・有限会社レコード屋なる店がある。このレコード店では長年にわたり古くからのアナログレコードを多数保存・販売してきたが、その社長の井東冨二子は1940年から店員として勤務し、その後社長としてこの店を切り盛りしてきた。
その井東が2008年から音楽雑誌に寄稿した「レコード屋のおかみさん65年」というエッセーを原作として、ラジオドラマを企画した。

## 出演
- 朗読：樹木希林
- 解説：亀淵昭信

## 受賞
- 2018年：第44回放送文化基金賞ラジオ優秀賞[2]

この受賞の賞金を原資として、火曜会は加盟各局のラジオ番組制作企画案を募集するコンクール「火曜会ラジオスピリッツ」という表彰制度が設立され、最優秀作品1点は火曜会から制作費用を助成し、かつその企画放送局をキーステーションとした全国ネットで放送されている。